# 早嶋喜一
早嶋 喜一（はやしま きいち、1900年（明治33年）12月28日 - 1966年（昭和41年）2月4日）は、日本の実業家。産業経済新聞社長で旭屋書店の創業者。産経学園理事長。

## 来歴・人物
岡山県津山市の出身。津山中学から早稲田大学に進学するも中退。職を転々とした後、1924年（大正13年）に前田久吉の経営する南大阪新聞社に入社する。前田が『南大阪新聞』・『日本工業新聞』を根城に事業を拡張すると早嶋もそれらの事業に関与し、戦時中の新聞統制に伴う合併を経て、2紙は『大阪新聞』と『産業経済新聞』となるが、早嶋は大阪新聞では専務、産業経済新聞では社長にまで登り詰める。
戦後の1947年（昭和22年）、早嶋は公職追放に伴い大阪新聞・産業経済新聞の役職を退くが、前年に大阪市北区で創業していた雑貨・化粧品販売店「旭屋商店」を書籍専業の「旭屋書店」とし、書店経営に専念する。その後公職追放が解除になると、1950年（昭和25年）に産業会館ビル（産経会館ビル、現サンケイビル）専務取締役に就任し、東京都千代田区大手町の東京サンケイビルに、日本で最初のカルチャースクール「産経学園」を開設して理事長となった。
旭屋書店も1965年（昭和40年）11月には銀座東芝ビルに銀座店をオープンし念願の東京進出を果たした（2008年閉店）。しかし、翌1966年に起きた全日空羽田沖墜落事故により他界した。
なお、2019年（平成31年）4月に旭屋書店はTSUTAYAが子会社し、産経学園はカルチュア・コンビニエンス・クラブの連結子会社となったが、後に全国でカルチャースクールを展開するカルチャーに売却されている。

## 著書
- 『風雪有情—早嶋喜一回顧録』早嶋喜一回顧録刊行会、1968年1月。